# خالد كبوب
خالد كبوب (مواليد 1958) هو قاضٍ عربي من يافا. عُيّن كبوب قاضيًا عام 2022 في محكمة العدل العليا في إسرائيل ليصبح أول عضو مسلم يشغل منصبًا دائمًا فيها (عُيّن عبد الرحمن زعبي قاضيًا لفترة وجيزة عام 1999 بشكل مؤقت).

## السيرة الذاتية
وُلد خالد كبوب في يافا لعائلة مسلمة. كان والده سائق حافلة لشركة دان للحافلات. بعد تخرجه من المدرسة الثانوية عام 1975، درس في جامعة تل أبيب، وحصل على درجة البكالوريوس في التاريخ والإسلام عام 1981، وعلى درجة البكالوريوس في القانون عام 1988. وفي عام 2011، حصل على درجة الماجستير في القانون التجاري بمرتبة الشرف، التي منحته إياها جامعة تل أبيب وجامعة كاليفورنيا، (بيركلي). أخيرًا، نال كبوب شهادة الدكتوراه من جامعة بار إيلان عام 2022.

## الحياة المهنية
عمل كبوب من عام 1989 إلى عام 1997 محاميًا في القطاع الخاص في إسرائيل، حتى عُيّن قاضيًا في محكمة الصلح في نتانيا في سبتمبر 1997، ثم أكمل جهوده حتى عُيّن قاضيًا عام 2003 في المحكمة المركزية في تل أبيب. منذ ذلك العام، قام كبوب أيضًا بتدريس مساقات في الاقتصاد في جامعة بار إيلان وكلية أونو الأكاديمية. في أغسطس 2010، عُيّن للعمل في الدائرة الاقتصادية بالمحكمة، وفي عام 2014، أُضيف إلى قائمة القضاة المرشحين لمحكمة العدل العليا، حيث ترشّح مرات عدة لهذا المنصب حتى انتخابه أخيرًا عام 2022، ليكون بذلك القاضي المسلم الأول الذي يُعيّن بشكل ثابت كقاضٍ في محكمة العدل العليا الإسرائيلية.
في 15 أغسطس 2020 التقى كبوب بيوسف مخيمر، رئيس منظمة المرابطين، وبعكرمة صبري، وتلقى منهما درعًا تقديرًا لأنشطة والده في حماية المساجد والأماكن المقدسة في مدينة يافا. كان لهذا اللقاء تأثير سلبي على احتمالات قبوله في إحدى محاولات ترشحه لمنصب قاضٍ في محكمة العدل العليا، إذ في أعقابه اعترض أعضاء لجنة اختيار القضاة على انتخابه بحجة أنه التقى بمناصري إرهاب.